# Josep Sala Mañé
Josep Sala y Mañé (Villafranca del Panadés, 1938-Ibidem, 20 de abril de 2020) fue un casteller español, cofundador y primer jefe de colla de los Castellers de Barcelona entre 1969 y 1976, cargo que volvería a ocupar media temporada de 1986.

## Biografía
Hijo de Ramón Sala, que era jefe de colla de los Castellers de Vilafranca entre 1952 y 1955. Cuando la familia se trasladó a vivir a Barcelona, Josep, junto con la familia Durich y Pedro Catalán Roca, fundó en 1958 el Cuerpo de Castellers de Ballets de Cataluña. Este grupo desapareció en 1963 y seis años después, Sala creó la colla de los Castellers de Barcelona, la cuarta más antigua de todo el mundo casteller y la primera fuera de la zona tradicional.
Falleció en su localidad natal, a causa del Covid-19.

## Premios y homenajes
- Premio Iris (noviembre de 2008), otorgado por el distrito de San Martí (Barcelona).[6]
- Premio a la trayectoria castellera (31 de enero de 2015), otorgado en la IX Noche de Castells organizada en Valls por la Revista Castells.[7] Este galardón lo han recibido otras personalidades del mundo casteller, como Jaume Rosset, Pedro Catalán Roca, Josep Antoni Falcato, Francisco Piñas y Quico Pino.[8][9]
- La pista de ensayo del local de los Castellers de Barcelona se llama desde el 8 de febrero de 2015, "Pista de ensayo Josep Sala".[10]